# Тернана Калчо
Тернана Калчо е италиански футболен клуб със седалище в град Терни, Умбрия. Клубът е основан през 1925. В своята история Тернана два пъти е участвал в Серия А (сезони 1972 – 73 и 1974 – 75).

## Успехи
- Серия А – 2 сезона
- Серия Б – 22 сезона
- Серия Ц – 35 сезона
- Серия Д – 14 сезона

## Известни бивши футболисти
- Марио Фрик
- Луис Хименес
- Паоло Ди Канио
- Фабрицио Миколи

## Български футболисти
- Валери Божинов: 2014/15 - (27 мача - 6 гола)
- Петко Христов: 2018/19 (наем) - (13 мача - 1 гол)
- Димо Кръстев: 2024/- - (2 мача - 0 гола)

## Бивши треньори
- Чезаре Малдини
- Ренцо Уливиери
- Луиджи Дел Нери